# Ligursko morje
Ligúrsko mórje (latinsko Mare Ligusticum, italijansko Mar Ligure, francosko Mer Ligurienne, ligursko Mâ da Liguria, korziško Mari Licuru, okcitansko Mar Ligura) je del Sredozemskega morja, ki je na severu omejen s Francosko riviero (Azurna obala) in Ligurijo na celini, na jugu pa z otokoma Korzika in Elba, mimo katerih preide v Tirensko morje. Proti jugozahodu se odpira v zahodno Sredozemsko morje (Balearsko morje); na tem mestu doseže tudi največjo globino 2688 m. Severni del Ligurskega morja predstavlja Genovski zaliv.
Glavna pristanišča v Ligurskem morju so Genova, La Spezia in Livorno na italijanski obali.